# فيوليتا جيكيلي
فيوليتا جيكيلي (بالمجرية:Violeta Szekely) هي عداءة مسافات متوسطة رومانية من أصل مجري ولدت في يوم 26 مارس 1965 في قرية دولهيتشي في إقليم سوتشيافا في رومانيا، أبرز إنجازاتها هو فوزها بالميدالية الفضية في دورة الألعاب الأولمبية الصيفية 2000 في سيدني في أستراليا في سباق 1500 متر، كما حققت الميدالية الفضية في سباق 1500 في بطولة العالم لألعاب القوى 2001 في إدمونتون في كندا، وقد كان سبق لها التوقيف بعد اكتشاف تناولها للمنشطات في سنة 1995 حيث تم إيقافها لمدة 4 سنوات، إعتزلت الرياضة في سنة 2002 وكان رقم 3:58.29 دقيقة أفضل رقم سجلته في سباق 1500 متر في سنة 2000.

## روابط خارجية
- فيوليتا جيكيلي على موقع الاتحاد الدولي لألعاب القوى (الإنجليزية)
- فيوليتا جيكيلي على موقع أوليمبيديا (الإنجليزية)
- فيوليتا جيكيلي على موقع اللجنة الأولمبية الرومانية (الرومانية)